# Belgicko-lucemburská ekonomická unie
Belgicko-lucemburská ekonomická unie (nizozemsky Belgisch-Luxemburgse Economische Unie, francouzsky Union économique belgo-luxembourgeoise , lucembursky Belsch-Lëtzebuerger Wirtschaftsunioun, zkratka BLEU) byla hospodářskou a měnovou unií mezi Belgickým královstvím a Lucemburským velkovévodstvím.
Smlouva o založení ekonomické unie byla podepsána 25. července 1921, do platnosti se do dostala až v roce 1922 po ratifikaci smlouvy lucemburskou poslaneckou sněmovnou. Původní smlouva byla podepsána na 50 let, v roce 1972 prodloužena o dalších 10 let, další desetileté pokračování spolupráce bylo dohodnuto i v letech 1982 s 1992. 18. prosince 2002 byla podepsána nová smlouva mezi Belgií a Lucemburskem. Přestože mnoho původních cílů unie dnes patří do kompetence Evropské unie, BLEU se snaží prohlubovat vzájemnou spolupráci zúčastněných zemí.
BLEU vytvořila mj. měnovou unii, kdy obě národní měny - belgický frank a lucemburský frank - byly propojené v paritním poměru 1:1. Bylo tedy možno používat lucemburskou měnu na belgickém území a naopak. V případě mincí (měly shodné rozměry a váhu, ale rozdílný vzhled) tato zaměnitelnost národních měn fungovala, v případě belgických bankovek v Lucembursku také, ale občas se stávalo, že belgičtí obchodníci odmítali přijmout platbu v lucemburských bankovkách.
Měnová unie trvala od roku 1922 do 1999 (s výjimkou období 1935-1944). Při zavedení eura byl stanovem směnný kurz mezi franky a eurem na 1 EUR = 40,3399 BEF = 40,3399 LUF. Od roku 1999 byly franky pouze dílčími jednotkami eura, od 1. ledna 2002 je po krátkém duálním oběhu franků (mezi 1. lednem 2002 a 28. únorem 2002) a eura v oběhu pouze euro.